# Astragalus exilis
Astragalus exilis är en ärtväxtart som beskrevs av A.S.Korol. Astragalus exilis ingår i släktet vedlar, och familjen ärtväxter. Inga underarter finns listade i Catalogue of Life.